# Haven (album)
Haven – piąta płyta szwedzkiej grupy melodic death metalowej Dark Tranquillity. Wydawnictwo ukazało się 17 lipca 2000 roku nakładem wytwórni muzycznej Century Media Records.
Nagrania zostały zarejestrowane między marcem a kwietniem 2000 w Studio Fredman w Göteborgu. Jest to pierwszy album zespołu nagrany z nowym basistą Michaelem Nicklassonem i klawiszowcem Martinem Brändströmem. Również jest to pierwsze wydawnictwo, na którym Martin Henriksson zagrał na gitarze, a nie na gitarze basowej. Przeszedł z funkcji basisty na funkcję gitarzysty po tym jak Fredrik Johansson opuścił zespół po nagraniu płyty Projector.
Album ten podobnie jak poprzedni został różnie odebrany przez fanów. Haven rozwija nowe pomysły wprowadzone na płycie Projector. Na Haven jest więcej instrumentów klawiszowych i elektroniki niż na poprzednich płytach. Produkcja albumu jest też bardziej wypolerowana niż wcześniej. Pierwotnie wokalista Mikael Stanne podobnie jak na poprzedniej płycie miał śpiewać zarówno grolwem jak i czystym śpiewem jednak ostatecznie zrezygnowano z tego pomysłu ponieważ członkowie zespołu uznali, że ze względu na produkcję utwory będą brzmieć zbyt emocjonalnie. Czyste wokale Mikaela można usłyszeć w utworze "In Sight" pojawiającym się na kompilacji Exposures — In Retrospect and Denial, a także ponownym wydaniu płyty Haven z 2009 roku.

## Lista utworów
Opracowano na podstawie materiału źródłowego.
| Nr  | Tytuł utworu               | Kompozytorzy                                        | Długość |
| --- | -------------------------- | --------------------------------------------------- | ------- |
| 1.  | „The Wonders at Your Feet” | Anders Jivarp, Martin Henriksson, Martin Brändström | 3:01    |
| 2.  | „Not Built to Last”        | Jivarp, Henriksson, Brändström                      | 3:38    |
| 3.  | „Indifferent Suns”         | Henriksson, Michael Nicklasson                      | 3:35    |
| 4.  | „Feast of Burden”          | Jivarp, Henriksson                                  | 3:25    |
| 5.  | „Haven”                    | Jivarp, Henriksson                                  | 3:32    |
| 6.  | „The Same”                 | Jivarp, Henriksson, Brändström                      | 3:10    |
| 7.  | „Fabric”                   | Brändström                                          | 3:56    |
| 8.  | „Ego Drama”                | Jivarp, Henriksson                                  | 4:34    |
| 9.  | „Rundown”                  | Jivarp, Henriksson                                  | 3:53    |
| 10. | „Emptier Still”            | Henriksson                                          | 3:39    |
| 11. | „At Loss for Words”        | Jivarp, Henriksson                                  | 6:42    |
|     |                            |                                                     | 43:05   |

## Odbiór
Album podobnie jak poprzedni otrzymał mieszane recenzje. Jedni krytykowali zespół za odejście od klasycznego stylu, inni chwalili zespół za innowacyjność. Gitarzysta Niklas Sundin pozostał dość krytyczny wobec tej płyty, określając ją jako swój "Najmniej lubiany album Dark Tranquillity":

"Haven to właściwie mój najmniej ulubione wydawnictwo Dark Tranquillity. Miejscami jest trochę zbyt bezpieczne i prawdopodobnie mogłoby skorzystać z większej różnorodności. Kontrast między łagodnymi, a ciężkimi częściami mógł być znacznie większy. A część materiału w średnim tempie nie jest moją filiżanką herbaty. Ale tak, jak powiedziałem, zawsze tworzyliśmy albumy, które w tamtym czasie wydawały się istotne, więc nie mogę powiedzieć, że cokolwiek by to zmieniło".

Część krytyków uznała jednak ten album za dobre wydawnictwo. Jason Hundey ze strony AllMusic pochwalił ten album określając go jako "inspiracje" i "kamień milowy w karierze zespołu".

## Twórcy
Opracowano na podstawie materiału źródłowego.

- Mikael Stanne – wokal, teksty utworów
- Anders Jivarp – perkusja
- Niklas Sundin – gitara
- Martin Henriksson – gitara
- Michael Nicklasson – gitara basowa
- Martin Brändström – elektronika, instrumenty klawiszowe
- Göran Finnberg – mastering
- Fredrik Nordström – produkcja, inżynieria dźwięku
- Ulf Horbelt – re-mastering
- Anders Fridén – inżynieria dźwięku
- Lindor Tidäng – zdjęcia
- Kerstin Rössler – zdjęcia
- Christer Lundberg – pomoc twórcza